# И ти не можеш да ме спреш
„И ти не можеш да ме спреш“ е дебютният сингъл на Дивна с участието на Миро и Криско, издаден през 2011 г. Песента прекарва 9 седмици под номер 1 в Българския национален чарт.

## Композиция
Песента е промотирана официално през септември 2011 година. Текстът е дело на Миро, а продуцент е Криско.

## Клип
Клипът е пуснат на 11 декември 2011 година и към март 2025 г. има над 6 милиона гледания в YouTube. Режисьор на видеото е Радостин Събев, оператор е Томислав Михайлов, а монтажът е направен от Борислав Палев. Хореографията е изготвена от Pacho, EL и Steffy.

## Награди
На годишните награди на БГ Радио песента е отличена в категорията „Песен на годината“.